# CGM48
CGM48 est un groupe pop féminin thaïlandais installé à Chiang Mai de l'Univers AKB48. Créé en 2019, il s'agit du 1er groupe-sœur domestique de BNK48 et du 8e groupe-sœur étranger d'AKB48 produit par Yasushi Akimoto.

## Historique
Le 2 juin 2019, durant un évènement du groupe BNK48 organisé à Chiang Mai, la création d'un nouveau groupe-sœur s'implantant dans la ville est annoncée. Les auditions pour intégrer CGM48 sont lancées le 15 juin et dureront jusqu'au 15 juillet. Le 10 juin, il est annoncé que Rina Izuta et Aom, toutes les deux membres de BNK48, seront envoyées à CGM48 respectivement en tant que manager et capitaine du nouveau groupe.
Le 26 octobre 2019, la première génération de membres sélectionnés pour intégrer le groupe est annoncée. Le groupe fait sa première apparition sur scène le 21 décembre, lors d'un événement de BNK48 à Chiang Mai, et dévoile en exclusivité son premier single avec Sita comme centre,. 
Le 9 février 2020, CGM48 débute officiellement en sortant son premier single Chiang Mai 106, titre originellement chanté par NGT48, et organise également son premier événement au centre commercial Maya Lifestyle à Chiang Mai,.
Le 19 avril 2020, les résultats de la 2nd Senbatsu Election de BNK48 ont été diffusés en ligne et 8 membres de CGM48 ont réussi à se classer entre la 46e et la 22e place. Ces membres participeront aux b-side du 9e single de BNK48 qui sortira 6 mois plus tard.
Le 8 juin 2020, CGM48 sort un single digital intitulé What can I do for Someone? (เพื่อใครสักคน). Cette chanson est dédiée au personnel médical qui lutte contre la pandémie du Covid-19 et aux soldats du feu qui se sont battus contre les incendies survenus dans le parc national de Doi Suthep-Pui. Ce titre figurera sur le 2d single du groupe qui sortira le 31 octobre.
Le 11 mars 2021, le groupe sort un nouveau single digital en featuring avec le rappeur thaï DIAMOND MQT. Ce single serra utilisé comme bande son pour le film Hao Peng... Don't curry (ห้าวเป้งจ๋า...อย่าแกงน้อง) . Quelques jours plus tard, CGM48 sort son 3e single intitulé Mali (มะลิ). Le clip vidéo de ce premier titre original du groupe atteindra les 3 millions de vues sur YouTube en moins d'un mois.
Le 27 juin 2021, la Team C et 14 trainees de CGM48 prennent part à l'événement AKB48 Group Asia Festival qui se déroule en ligne.
En fin d'année 2021, le groupe sort son premier album studio intitulé Eien Pressure avec la chanson principale du même nom.

## Membres

### Team C
La Team C a été formée en février 2020. Elle se compose de 12 membres dirigés par Pundita Koontawee et le chef adjoint Manita Chanchai.
| Nom de scène | Nom de scène | Nom de naissance        | Nom de naissance    | Date de naissance | Génération             | Remarques           |
| Romanisé     | Thaï/jap.    | Romanisé                | Thaï/jap.           | Date de naissance | Génération             | Remarques           |
| ------------ | ------------ | ----------------------- | ------------------- | ----------------- | ---------------------- | ------------------- |
| Angel        | แองเจิ้ล       | Napassanan Thambuacha   | นภัสนันท์ ธรรมบัวชา     | 6 avril 2002      | 1re génération         |                     |
| Aom          | ออม          | Punyawee Jungcharoen    | ปุณยวีร์ จึงเจริญ        | 20 septembre 1995 | 2e génération (BNK48)  | Transférée de BNK48 |
| Champoo      | แชมพู         | Kodchaporn Leelatheep   | กชพร ลีละทีป          | 10 octobre 2005   | 1re génération         |                     |
| Fortune      | ฟอร์จูน        | Pundita Koontawee       | ปัณฑิตา คูณทวี          | 18 août 1999      | 1re génération         | Capitaine           |
| Izurina      | いずりな     | Izuta Rina              | 伊豆田莉奈          | 26 novembre 1995  | 10e génération (AKB48) | Transférée de BNK48 |
| Kaiwan       | ไข่หวาน       | Manita Chanchai         | มานิตา จันทร์ฉาย       | 6 janvier 2004    | 1re génération         | Vice-capitaine      |
| Kaning       | คนิ้ง          | Vithita Srasreesom      | วิทิตา สระศรีสม        | 15 décembre 2004  | 1re génération         |                     |
| Marmink      | มาร์มิ้งค์       | Manichar Aimdilokwong   | มาณิฌา เอี่ยมดิลกวงศ์    | 7 novembre 1999   | 1re génération         |                     |
| Nenie        | นีนี่           | Phitchayapha Supanya    | พิชญาภา สุปัญญา        | 1er novembre 2002 | 1re génération         |                     |
| Pim          | พิม           | Pronwarin Wongtrakulkit | พรวารินทร์ วงศ์ตระกูลกิจ | 25 décembre 2005  | 1re génération         |                     |
| Punch        | พั้นช์          | Wacharee Danphasukkul   | วัชรี ด่านผาสุกกุล       | 16 février 2006   | 1re génération         |                     |
| Sita         | สิตา          | Sita Teeradechsakul     | สิตา ธีรเดชสกุล        | 25 juin 2003      | 1re génération         |                     |

### Trainee
Membre apprenti ou Kenkyusei ( japonais :研究生; Romaji : Kenkyūsei) se compose actuellement de 12 membres,.
| Nom de scène | Nom de scène | Nom de naissance               | Nom de naissance     | Date de naissance | Génération     | Remarques |
| Romanisé     | Thaï         | Romanisé                       | Thaï                 | Date de naissance | Génération     | Remarques |
| ------------ | ------------ | ------------------------------ | -------------------- | ----------------- | -------------- | --------- |
| Emma         | เอ็มม่า        | Sasicha Wongwatanaanan         | ศศิชา วงศ์วัฒนอนันต์      | 12 février 2004   | 2e génération  |           |
| Fahsai       | ฟ้าใส         | Phattaratida Chongprasankiat   | ภัทรธิดา จงประสานเกียรติ | 23 mai 2007       | 1re génération |           |
| Ginna        | จินน่า         | Munchupa Moonklang             | มัญชุภา มูลกลาง         | 10 décembre 2006  | 2e génération  |           |
| Jayda        | เจย์ดา        | Ravinda Alan                   | รวินดา อลัน            | 16 décembre 2006  | 1re génération |           |
| Jingjing     | จิงจิง         | Arunya Kaewmalai               | อรัญญา แก้วมาลัย        | 30 janvier 2002   | 2e génération  |           |
| Jjae         | เจเจ         | Supapit Sripairoj              | ศุภาพิชญ์ ศรีไพโรจน์      | 27 juillet 2006   | 1re génération |           |
| Kyla         | เคียล่า        | Kyla Ziyun Khoo                | เคียล่า ซือหยุน คู        | 25 janvier 2007   | 1re génération |           |
| Latin        | ลาติน         | Pimnara Rumruaymunkong         | พิมพ์นารา ร่ำรวยมั่นคง    | 28 janvier 2006   | 1re génération |           |
| Lookked      | ลูกเกด        | Pimlapas Suwannoi              | พิมลภัส สุวรรณน้อย       | 6 juillet 2000    | 2e génération  |           |
| Meen         | มีน           | Pitchayathida Sonthisakwanna   | พิชญธิดา สนธิศักดิ์วรรณะ   | 5 mars 2003       | 1re génération |           |
| Mei          | เหมย         | Rapeephan Chaemcharoen         | รพีพรรณ แช่มเจริญ       | 16 septembre 2004 | 1re génération |           |
| Milk         | มิลค์          | Chayanan Jedpeenongruamjai     | ชยานันท์ เจ็ดพี่น้องร่วมใจ  | 6 décembre 2005   | 1re génération |           |
| Nana         | นานา         | Penpichaya Boonsaner           | เพ็ญพิชญา บุญเสนอ       | 27 février 2003   | 2e génération  |           |
| Nena         | นีน่า          | Nattarika Boontua              | ณัฐริกา บุญตั๋ว           | 12 septembre 2000 | 1re génération |           |
| Papang       | พะแพง        | Suphatchaya Khamngern          | ศุภัชญา คำเงิน          | 17 août 2007      | 2e génération  |           |
| Parima       | ปะริมะ        | Chutipapha Rattanakornyannawut | ชยานันท์ เจ็ดพี่น้องร่วมใจ  | 29 juillet 2005   | 1re génération |           |
| Ping         | ปิ๊ง           | Pinpana Saengboon              | พิณพณา แสงบุญ          | 25 juillet 2003   | 1re génération |           |
| Twobam       | ทูแบม         | Pitchaporn Whathanathongtin    | พิชชาพร วัฒนาทองทิน     | 10 février 2006   | 2e génération  |           |

## Ex-membres

### Trainee
Les membres qui quittent le groupe utiliseront le mot «diplôme» similaire aux groupes seniors. Actuellement, 2 membres sont diplômés du groupe.
| Année de départ | Nom de scène | Nom de naissance                                      | Date de naissance | Génération     | Remarques |
| --------------- | ------------ | ----------------------------------------------------- | ----------------- | -------------- | --------- |
| 2022            | Pepo (ปีโป้)   | Jirattikan Tasee (จิรัฐิกาล ทะสี)                         | 21 septembre 2006 | 1re génération |           |
| 2022            | Nicha (ณิชา)  | Nicharee Sungkhathat Na Ayudhya (ณิชารีย์ สังขทัต ณ อยุธยา) | 26 août 2004      | 1re génération | [ 19 ]    |

## Discographie

### Singles
| # | Date de sortie   | Titre                        | Album                    |
| - | ---------------- | ---------------------------- | ------------------------ |
| 1 | 9 février 2020   | Chiang Mai 106 (เชียงใหม่ 106) | Eien Pressure            |
| 2 | 31 octobre 2020  | Melon Juice                  | Eien Pressure            |
| 3 | 21 mars 2021     | Mali (มะลิ)                   | Eien Pressure            |
| 4 | 28 mai 2022      | Maeshika Mukanee (สุดเส้นทาง)  | Hisashiburi no Lip Gloss |
| 5 | 24 décembre 2022 | 2565                         | Hisashiburi no Lip Gloss |
| 6 | 23 juin 2023     | Sansei Kawaii!               | Hisashiburi no Lip Gloss |
| 7 | mai 2024         | LOVE TRIP                    |                          |

### Singles digitales
| # | Date de sortie | Titre                              |
| - | -------------- | ---------------------------------- |
| 1 | 11 mars 2021   | Bpaidtaaw (ไปต่อ) feat. DIAMOND MQT |

### Chanson avec BNK48
| Année | Titre de la chanson                                        | Album               | Membres                                                        |
| ----- | ---------------------------------------------------------- | ------------------- | -------------------------------------------------------------- |
| 2020  | Hashire! Penguin (วิ่งไปสิ...เพนกวิน)                          | Heavy Rotation      | Izurina, Aom, Pim                                              |
| 2020  | Wink wa 3 Kai (วิ้งค์ 3 ครั้ง)                                  | Heavy Rotation      | Sita, Fortune, Kaning, Marmink, Kaiwan                         |
| 2021  | Warota People (หัวเราะเซ่)                                   | Warota People       | Kyla, Milk, Nena, Nicha, Parima                                |
| 2021  | Swasdi Pi Mai (สวัสดีปีใหม่)                                   | Non issu d'un album | Tous les membres                                               |
| 2022  | Sayonara Crawl                                             | Gingham Check       | Champoo, Aom, Kaning, Fortune, Marmink, Sita                   |
| 2022  | Make Noise                                                 | Gingham Check       | Sita, Fortune, Champoo, Izurina, Kaiwan                        |
| 2022  | Kinou Yori Motto Suki (ชอบเธอมากกว่าเมื่อวาน)                 | Gingham Check       | Mei (Center), Angel, Jayda, Nenie, Ping, Punch                 |
| 2023  | Gingham Check                                              | Gingham Check       | Angel (Center), Champoo, Kaiwan, Kyla, Nenie, Meen, Milk, Nana |
| 2023  | Kibouteki Rerfrain (แค่นี้ก็พอใจแล้ว)                           |                     | Kaning, Fortune, Marmink, Nana, Pim, Sita                      |
| 2024  | Kiss Me! (ให้ฉันได้รู้)                                         |                     | Champoo, Marmink, Kaiwan, Nenie, Pim, Kaning, Punch, Sita      |
| 2024  | Dare no Koto wo Ichiban Aishiteru? (ที่หนึ่งตรงนั้น เป็นฉันได้ไหม?) |                     | Lookkade, Fortune, Nana, Aom, Angel, Jingjing, Mei             |
| 2024  | Kurumi to Dialogue (แล้ว…ต้องทำยังไงล่ะ?)                      |                     | Jjae, Meen, Izurina, Ping, Nena, Fahsai, Latin                 |

### Chanson avec d'autres artistes
| Année | Titre de la chanson | Artiste              | Membres |
| ----- | ------------------- | -------------------- | ------- |
| 2022  | Nephophobia (หลบฟ้า) | Apiwat Ueathavornsuk | Marmink |

### Bande originale de la série/publicité/autre
| Année | Titre                                                           | Titre                        | Membres                                             |
| ----- | --------------------------------------------------------------- | ---------------------------- | --------------------------------------------------- |
| 2020  | Hua Jai Klai Gun (หัวใจใกล้กัน...Touch by Heart)                   | Chiang Mai 106 (เชียงใหม่ 106) | Cherprang, Pun, Tarwaan, Jennis, Pupe, Izurina, Aom |
| 2020  | Hua Jai Klai Gun (หัวใจ๋ไกล้กั๋น.... Touch by Heart) (Lanna Version) | Melon Juice                  | Tous les membres                                    |
| 2020  | Dareka no Tame ni What Can I Do For Someone                     | Mali (มะลิ)                   | Tous les membres                                    |
| 2021  | Special Version Mali                                            | -                            | Tous les membres                                    |